# Stereodon recurvatus
Stereodon recurvatus là một loài Rêu trong họ Hypnaceae. Loài này được Lindb. & Arnell mô tả khoa học đầu tiên năm 1890.